# Michael Meister (Politiker, 1974)
Michael Meister (* 15. Juli 1974 in Rostock) ist ein deutscher Politiker (AfD). Seit 2021 ist er Abgeordneter im Landtag Mecklenburg-Vorpommern.

## Leben
Nach seinem Realschulabschluss absolvierte Meister von 1991 bis 1994 eine Ausbildung zum Bau- und Möbeltischler. Von 1996 bis 1999 absolvierte er eine Ausbildung zum Polizeibeamten. Anschließend war er bis 2014 als Polizeibeamter tätig.
Meister ist ledig und hat zwei Kinder.

## Politik
Meister ist seit 2019 Mitglied in der Stadtvertretung der Stadt Ribnitz-Damgarten, wo er auch Vorsitzender der AfD-Fraktion ist, und Mitglied des Kreistages des Landkreises Vorpommern-Rügen.
Bei der Landtagswahl in Mecklenburg-Vorpommern 2021 kandidierte Meister auf der Landesliste und im Landtagswahlkreis Hansestadt Rostock II. Er zog über die Landesliste in den Landtag ein. Er ist Sprecher der AfD-Fraktion für Arbeitspolitik.
Nach dem Wechsel des Rostocker Oberbürgermeisters Claus Ruhe Madsen im Juni 2022 als Wirtschaftsminister nach Schleswig-Holstein kandidierte Meister für das Amt des Oberbürgermeisters und scheiterte dort in der ersten Runde der Wahl am 13. November 2022, wo er mit 6,5 % den fünften Platz belegte und damit den Einzug in die Stichwahl verpasste.